# Robert Llewellyn
Robert Llewelyn (Northampton, 10 maart 1956) is een Brits acteur, regisseur en scenarioschrijver.
Llewelyn werd bekend als Kryten in de Britse komische sciencefictionserie Red Dwarf en als presentator van het televisieprogramma Scrapheap Challenge. Ook was hij te zien als veteraan van de Falklandoorlog in een aflevering van Bottom. Andere gastrollen vertolkte hij onder meer in Alas Smith & Jones, Boon en Hustle. Daarnaast speelde hij enkele filmrollen, waaronder in Ghost Dance, Grushko en MirrorMask.
Hij presenteert verder een YouTube-serie genaamd Fully Charged.
Llewellyn is getrouwd met actrice Judy Pascoe, die ooit samen met haar man in een aflevering van Red Dwarf verscheen. Ze hebben twee kinderen.

## Filmografie
- Skywhales (1983) - Additionele stemmen (stem)
- Ghost Dance (1983) - Leider van de Amerikanen
- The Corner House (televisieserie) - Dave (6 afl., 1987)
- Colin's Sandwich (televisieserie) - Priester (afl. A Piece of Cake, 1990)
- Birds of a Feather (televisieserie) - Kandidaat Tory's (afl. You Pays Yer Money, 1990)
- Comic Relief 1991 - Kryten
- Murder Most Horrid (televisieserie) - Taxichauffeur (afl. Mrs Hat and Mrs Red, 1991)
- Red Dwarf (televisiefilm, 1992) - Kryten
- KYTV (televisieserie) - Phil (afl. KY Tellython, 1992)
- Boon (televisieserie) - Mr. Fenton (afl. Walkout, 1992)
- Bottom (televisieserie) - Mr. N. Stiles (afl. Parade, 1992)
- Joking Apart (televisieserie) - Tom (afl. 1.4, 1993)
- Comic Relief: The Invasion of the Comic Tomatoes (televisiefilm, 1993) - Kryten
- Prince Cinders (1993) - Lelijke broer (stem)
- Red Dwarf: Smeg Ups (video, 1994) - Kryten/zichzelf
- It's a Girl (Televisiefilm, 1994) - Rol onbekend
- Grushko (televisiefilm, 1994) - Petrakov
- Red Dwarf: Smeg Outs (video, 1995) - Kryten/zichzelf
- I, Camcorder (televisieserie) - Presentator (6 afl., 1995)
- Jim's Gift (televisiefilm, 1996) - De Vreemdeling
- Captain Butler (televisieserie) - Admiraal Nelson (afl. Kiss Me Harder, 1997)
- Can't Smeg Won't Smeg (televisiefilm, 1998) - Kryten
- Discworld Noir (televisiefilm, 1999) - Bewaker linker paleis/verschillende personages (stem)
- Red Dwarf (televisieserie) - Kryten (40 afl., 1989-1999)
- Christmas Carol: The Movie (2001) - Oude Joe (stem)
- Moo(n) (2003) - Verteller
- MirrorMask (2005) - Gryphon
- Hustle (televisieserie) - Compere (afl. Eye of the Beholder, 2006)
- it2i2 (dvd, 2006) - Zichzelf/John Silverstine
- M.I.High (televisieserie) - De premier (afl. The Sinister Prime Minister, 2007)

## Computerspel
- The Feeble Files (computerspel, 1997) - Feeble (stem)

- Bibliothèque nationale de France: cb15525118p (data)
- International Standard Name Identifier: 0000 0001 1936 9586
- Library of Congress Control Number: no96068750
- MusicBrainz: 8e3db14a-5ef2-45fa-b64c-ef8aab401357
- Nationale Bibliotheek van Tsjechië: jn20001227384
- Nederlandse Thesaurus van Auteursnamen: 181797623
- Virtual International Authority File: 84062619
- WorldCat: E39PBJxRDJk3r9R4YJKkxCQwmd